# Головой о стену (фильм, 2004)
«Головой о стену» (нем. Gegen die Wand) — кинофильм немецкого режиссёра Фатиха Акина, вышедший на экраны в 2004 году. Лента, посвящённая жизни эмигрировавших в Германию турок, удостоилась «Золотого медведя» и Приза ФИПРЕССИ на Берлинском кинофестивале.

## Сюжет
Сорокалетний турок Джахит Томрук из Мерсина, проживающий в современной Германии, старается избавиться от всего турецкого в своей жизни. После смерти своей любимой жены он попадает в зависимость от алкоголя и наркотиков и живёт, собирая бутылки. Однажды ночью он врезался на своём автомобиле в стену и чудом остался жив.
Двадцатилетняя Сибель Гюнер из Гамбурга, жаждущая свободы, боится убежать и расстроить своих традиционалистски настроенных родителей-турок, после того, как брат, застав её держащейся за руки с молодым парнем, разбил ей нос. Она пытается совершить самоубийство, но попадает в больницу. Там девушка знакомится с Джахитом, которого просит жениться на ней, надеясь вырваться из дома. Она договаривается с Джахитом, что их отношения будут не столько семейными, сколько дружескими, поскольку девушка не намерена ограничивать свою жизнь одним мужчиной.
Первоначально они и живут под одной крышей, но каждый собственной жизнью. Однако постепенно супруги становятся ближе и влюбляются друг в друга.
Один из любовников домогается Сибель и оскорбляет её перед Джахитом, и Джахит по неосторожности убивает его. Его отправляют в тюрьму, а Сибель уезжает в Турцию, потому что боится, что родственники могут убить её.
В Стамбуле сестра Сибель находит ей работу в гостинице. Но со временем Сибель понимает, что она в очередной клетке и пытается вырваться с помощью наркотиков и ввязывается в неприятности. Её избивают и оставляют истекать кровью в одном из переулков города. Её находит проезжающий мимо таксист.
После освобождения Джахит также отправляется на родину, чтобы найти свою жену. Он встречается с сестрой Сибель, но она отказывается сказать где та живёт, потому что у неё своя жизнь, новый друг и пятилетняя дочь. Тем не менее, она передаёт Сибель, что Джахит приехал.
Они встречаются и Джахит предлагает Сибель уехать вместе с ним в Мерсин, в город, где он родился. Они договариваются встретиться на следующий день — он, она и её дочь. Джахит ждёт их на вокзале, но Сибель не приходит, и он уезжает один.

## В ролях
| Актёр             | Роль          |
| ----------------- | ------------- |
| Бирол Унел        | Джахит Томрук |
| Сибель Кекилли    | Сибель        |
| Катрин Штрибек    | Марен         |
| Мельтем Джумбул   | Сельма        |
| Стефан Гебельхофф | Нико          |
| Гювен Кирач       | Сереф         |
| Герман Лаузе      | доктор Шиллер |

## Награды и номинации
- 2004 — приз «Золотой медведь» и приз ФИПРЕССИ на Берлинского кинофестиваля.
- 2004 — пять премий Deutscher Filmpreis: лучший фильм, лучший режиссёр (Фатих Акин), лучший актёр (Бирол Унел), лучшая актриса (Сибель Кекилли), лучшая операторская работа (Райнер Клаусман).
- 2004 — две премии Европейской киноакадемии за лучший европейский фильм и за лучшую режиссуру по мнению зрителей (Фатих Акин), а также 5 номинаций: лучший европейский режиссёр (Фатих Акин), лучший европейский сценарист (Фатих Акин), лучший европейский актёр (Бирол Унел), лучшая европейская актриса (Сибель Кекилли), лучший европейский актёр по мнению зрителей (Бирол Унел).
- 2005 — премия «Гойя» за лучший европейский фильм.
- 2005 — номинация на премию «Бодиль» за лучший неамериканский фильм.
- 2005 — номинация на премию «Давид ди Донателло» за лучший европейский фильм.
- 2005 — номинация на премию «Серебряная лента» в номинации «Лучший иностранный режиссёр» (Фатих Акин).
- 2006 — номинация на премию «Независимый дух» за лучший иностранный фильм.